# Suberyna
Suberyna – hydrofobowa substancja złożona przede wszystkim z długołańcuchowych kwasów tłuszczowych oraz ich estrów z alkoholami alifatycznymi. W porównaniu do kutyny zawiera kwasy o dłuższych łańcuchach węglowych (od 16 do 30 atomów węgla), a dodatkowo różne kwasy nienasycone i dikarboksylowe.
Występuje u roślin w ścianach komórek korka i wchodzi w skład pasemek Caspary'ego w endodermie.
Pełni funkcję wzmacniającą i termoizolacyjną.